# كأس إيطاليا 2010–11
كأس إيطاليا 2010–11 (بالإيطالية: Coppa Italia 2010-2011)‏ هو الموسم 64 من  كأس إيطاليا. أقيم خلال الفترة 8 أغسطس 2010 وحتى 29 مايو 2011، والذي يشرف على تنظيمه اتحاد إيطاليا لكرة القدم، وكان عدد الأندية المشاركة فيه  78، وفاز فيه نادي إنتر ميلانو.

## نتائج الموسم
| المركز | فريق            | لعب | ف | ت | خ | له | عليه | ف.أ | نقاط | ملاحظة |
| ------ | --------------- | --- | - | - | - | -- | ---- | --- | ---- | ------ |
|        | نادي إنتر ميلان |     |   |   |   |    |      |     |      |        |